# Pedro de Sintra

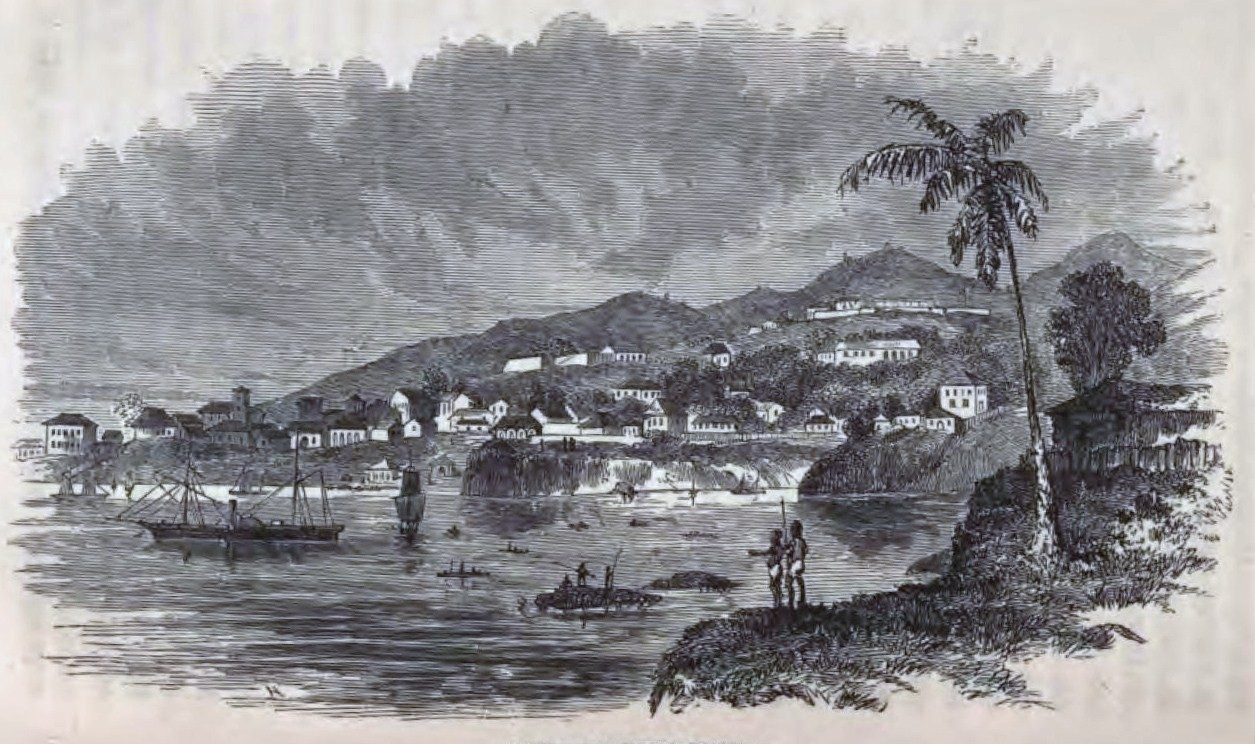
Gravura da costa de Freetown, Serra Leoa, por volta de 1956.

Pedro de Sintra ou Pêro de Sintra (Lagos - ) foi um navegador português. A serviço do infante D. Henrique, descobriu a Serra Leoa tendo, inclusive, batizado a área descoberta com esse nome.
As suas origens são relativamente desconhecidas. Alguns autores defendem que ele seria filho de Gonçalo de Sintra, escudeiro e navegador do Infante D. Henrique, e que terá falecido em 1444, na ilha de Naar ou de Tíder. Pedro de Sintra, que seria natural de Lagos, terá continuado a servir o Infante, explorando o litoral africano, onde acabou por achar a Serra Leoa e a Libéria, em 1460. Navegou ainda sob as ordens dos reis D. Afonso V e D. João II até ao momento da sua morte que, segundo se julga, terá ocorrido na região da Guiné, em 1484.